# Kurt Turba
Kurt Turba (* 1. April 1929 in Leitmeritz, Tschechoslowakei; † 3. Dezember 2007 in Berlin) war ein deutscher Journalist und Politiker in der DDR.

## Leben
Der Sohn eines Bankangestellten wurde nach dem Besuch der Volks- und Oberschule in Leitmeritz und Prag 1945 als HJ-Kameradschaftsführer zum Schanzeinsatz herangezogen, nach Kriegsende zwangsweise Hilfsarbeiter bei einem tschechischen Bauern.
1946 wurde er nach Gaschwitz bei Gera umgesiedelt und trat in die FDJ ein. In Gera besuchte er nochmals die Oberschule und erwarb 1948 das Abitur. Im selben Jahr wurde er Mitglied der SED und absolvierte die Kreisparteischule Luisenthal. Nach dem Studium der Geschichte an der Universität Jena 1948/49 war er zunächst als Instrukteur für Hochschulfragen im FDJ-Landesvorstand Thüringen beschäftigt. 
Im Juli 1950 wurde er Leiter der Abteilung Hochschulen des Zentralrates (ZR) der FDJ in Berlin und im Januar 1952 Sekretär des ZR der FDJ für Studenten. Nach Auseinandersetzungen um den Stil des Kampfes der FDJ gegen die christlichen Jungen Gemeinden in der DDR im August 1953 abgesetzt und zum Chefredakteur der FDJ-Studentenzeitschrift Forum berufen. In dieser Funktion bleibt Turba bis zum Frühjahr 1963.
Im Juli 1963 berief Walter Ulbricht Turba zum Leiter der Jugendkommission beim Politbüro des ZK der SED. Er entwarf zusammen mit Heinz Nahke (Turbas Nachfolger als Forum-Chefredakteur), Harald Wessel und anderen das Jugendkommunique Der Jugend Vertrauen und Verantwortung, welches die SED-Führung 1963 akzeptierte. Im November 1963 wurde er auch Abgeordneter der Volkskammer und Vorsitzender ihres Jugendausschusses. 
Nachdem Leonid Breschnew 1965 Ulbricht zu stürzen versucht hatte, verlor Turba nach dem 11. Plenum des ZK der SED im Januar 1966 nach Angriffen der Hardliner der Partei alle politischen Ämter. 
Von 1966 bis 1990 war er bei der DDR-Nachrichtenagentur ADN Redakteur für Nachrichten. 1990 wurde Turba von der damaligen PDS-Führung voll rehabilitiert.
Kurt Turba starb im Alter von 78 Jahren an Blutkrebs; er hinterließ seine Frau und sechs Kinder.

## Auszeichnungen
- 1964 Vaterländischer Verdienstorden in Silber
- Verdienstmedaille der DDR
- Artur-Becker-Medaille in Gold
- Dr.-Theodor-Neubauer-Medaille in Gold
- 1982 Orden Banner der Arbeit Stufe I
- 1987 Franz-Mehring-Ehrennadel